# Фарден (Миннесота)
Фарден (англ. Farden) — тауншип в округе Хаббард, Миннесота, США. На 2010 год его население составило 1137 человек.

## География
По данным Бюро переписи населения США площадь тауншипа составляет 93,7 км², из которых 87,2 км² занимает суша, а 6,5 км² — вода (6,94 %).

## Демография
По данным переписи населения 2000 года здесь находились 994 человека, 358 домохозяйств и 277 семей. Плотность населения — 11,4 чел./км². На территории тауншипа расположено 510 построек со средней плотностью 5,8 построек на один квадратный километр. Расовый состав населения: 86,92 % белых, 0,20 % афроамериканцев, 10,36 % коренных американцев, 0,10 % азиатов, 0,30 % — других рас США и 2,11 % приходится на две или более других рас. Испанцы или латиноамериканцы любой расы составляли 0,20 % от популяции тауншипа.
Из 358 домохозяйств в 38,3 % воспитывались дети до 18 лет, в 63,4 % проживали супружеские пары, в 9,8 % проживали незамужние женщины и в 22,6 % домохозяйств проживали несемейные люди. 17,0 % домохозяйств состояли из одного человека, при том 6,7 % из — одиноких пожилых людей старше 65 лет. Средний размер домохозяйства — 2,78, а семьи — 3,13 человека.
29,9 % населения — младше 18 лет, 7,5 % — в возрасте от 18 до 24 лет, 29,6 % — от 25 до 44, 21,4 % — от 45 до 64, и 11,6 % — старше 65 лет. Средний возраст — 34 года. На каждые 100 женщин приходилось 101,6 мужчин. На каждые 100 женщин старше 18 приходилось 100,3 мужчин.
Средний годовой доход домохозяйства составлял 41 842 доллара, а средний годовой доход семьи — 44 688 долларов. Средний доход мужчин — 30 179 долларов, в то время как у женщин — 25 833. Доход на душу населения составил 16 642 доллара. За чертой бедности находились 5,7 % семей и 8,3 % всего населения тауншипа, из которых 8,5 % младше 18 и 14,3 % старше 65 лет.